# After rain (EP)
《After rain》(애프터 레인, 중국어 간체자: 雨季之后, 병음: yǔjì zhīhòu 위지즈허우[*], 일본어: 雨季之後 유지지호우[*], 한국 한자: 雨季之後 우계지후)은 중국의 걸 그룹 SNH48의 일곱 번째 미니 음반이다. 나인스타일 뮤직에서 2015년 3월 28일에 발매됐다. 특전은 생사진 1장(83장 중에서 랜덤으로 1장), 악수회 참가권이 들어 있다.

## 수록곡
전체 작사: 간스자(중국어 개사 #1), 상해성사파(중국어 개사 #2 ~ #5), 아키모토 야스시
| #            | 제목                               | 작곡            | 편곡             | 음악가 | 재생 시간 |
| ------------ | ---------------------------------- | --------------- | ---------------- | ------ | --------- |
| 1.           | 〈After rain〉 (雨季之后)          | Sungho          |                  | 3:26   |           |
| 2.           | 〈애정 양성 일기〉 (爱情养成日记)  | 이시이 료스케   | 팀NII            | 4:37   |           |
| 3.           | 〈행복 프레셔〉 (幸福的压力)       | 마루타니 마나부 | 팀SII            | 4:53   |           |
| 4.           | 〈플라타너스 나무〉 (悬铃木)       | 오다 테츠로     | 팀HII            | 5:26   |           |
| 5.           | 〈늑대와 프라이드〉 (狼与自尊)     | 요시토미 사유리 | 궁스치, 이자아이 | 4:28   |           |
| 6.           | 〈After rain〉 (Instrumental)      | Sungho          |                  | 3:26   |           |
| 7.           | 〈애정 양성 일기〉 (Instrumental)  | 이시이 료스케   |                  | 4:37   |           |
| 8.           | 〈행복 프레셔〉 (Instrumental)     | 마루타니 마나부 |                  | 4:53   |           |
| 9.           | 〈플라타너스 나무〉 (Instrumental) | 오다 테츠로     |                  | 5:26   |           |
| 10.          | 〈늑대와 프라이드〉 (Instrumental) | 요시토미 사유리 |                  | 4:28   |           |
| 총 재생 시간 | 총 재생 시간                       | 총 재생 시간    | 총 재생 시간     | 45:40  |           |

| #  | 제목                                                         | 재생 시간 |
| -- | ------------------------------------------------------------ | --------- |
| 1. | 〈After rain (음악 다큐멘터리)〉 (《雨季之后》音乐纪录片)    |           |
| 2. | 〈플라타너스 나무 (뮤직비디오 에피소드)〉 (《悬铃木》MV花絮) |           |
| 3. | 〈늑대와 프라이드 (뮤직비디오)〉 (《狼与自尊》MV)            |           |

## 선발 멤버

### After rain
(센터: 모한)
- 팀SII: 다이멍, 모한, 추신이, 쉬자치, 자오자민, 장위거
- 팀NII: 펑신둬, 궁스치, 쥐징이, 리이퉁, 이자아이
- 팀HII: 천이신, 왕루, 우옌원, 쉬한, 장신

### 애정 양성 일기
(센터: 완리나)
- 팀NII: 천자잉, 천원옌, 둥옌윈, 펑신둬, 궁스치, 황팅팅, 허샤오위, 쥐징이, 뤄란, 린쓰이, 루팅, 리이퉁, 멍웨, 탕안치, 완리나, 이자아이, 자오자민, 자오웨, 쩡옌펀, 장위신

### 행복 프레셔
(센터: 자오자민)
- 팀SII: 천관후이, 천쓰, 다이멍, 장윈, 쿵샤오인, 리위치, 모한, 첸베이팅, 추신이, 쑨루이, 선즈린, 쉬천천, 쉬자치, 쉬쯔쉬안, 자오자민, 장위거

### 플라타너스 나무
(센터: 왕루)
- 팀HII: 천이신, 리더우더우, 류중란, 린난, 류페이신, 리칭양, 왕바이숴, 왕루, 우옌원, 셰니, 쉬한, 쉬이런, 쉬양위줘, 양후이팅, 장신
- 계약생: 양인위[주 7]

### 늑대와 프라이드
- 팀NII: 궁스치, 이자아이